# Гвишиани-Косыгина, Людмила Алексеевна
Людмила Алексеевна Гвишиани-Косыгина (1928—1990) — советский дипломат и учёный-историк, директор Всероссийской государственной библиотеки иностранной литературы (ВГБИЛ), дочь советского государственного деятеля А. Н. Косыгина.
Автор ряда опубликованных работ, в том числе монографии «Советская Россия и США (1917—1920)» (1970 год).

## Биография
Родилась 4 ноября 1928 года в городе Киренске Иркутской области.

### Образование
Окончила в 1953 году Московский государственный институт международных отношений МИД СССР по специальности «История международных отношений», а в 1956 году — аспирантуру этого же вуза, с 1968 года — кандидат исторических наук.

### Деятельность
С 1957 по 1973 годы Людмила Косыгина работала в центральном аппарате Министерства иностранных дел СССР, где с 1972 года имела дипломатический ранг советника I класса. В апреле 1973 года была переведена в Министерство культуры СССР на должность директора Всесоюзной государственной библиотеки иностранной литературы (ныне Всероссийская государственная библиотека иностранной литературы имени М. И. Рудомино). В течение всей работы в Библиотеке иностранной литературы состояла членом Комиссии СССР по делам ЮНЕСКО, членом редколлегии журнала «Иностранная литература», членом Учёного совета Московского государственного института культуры и Государственной библиотеки СССР им. В. И. Ленина. В 1973—1983 годах являлась членом Исполнительного бюро, вице-президентом, первым вице-президентом Международной федерации библиотечных ассоциаций и учреждений. С 1987 года — президент  Московского института экономики, политики и права (МИЭПП).
Также занималась общественной деятельностью — с 1975 по 1977 год была депутатом Ждановского районного совета народных депутатов города Москвы. Иногда сопровождала своего отца в зарубежных поездках в качестве переводчицы.
В июне 1987 года была освобождена от должности директора ВГБИЛ по собственному желанию в связи с уходом на пенсию.
Умерла от рака 13 января 1990 года в Москве и похоронена на Новодевичьем кладбище рядом с матерью.

## Награды
- Ордена Дружбы народов, «Знак Почёта»,  орден Короны (Бельгия);
- Медали  «За доблестный труд. В ознаменование 100-летия со дня рождения Владимира Ильича Ленина»,  «100 лет Освобождения Болгарии от османского рабства» (НРБ).

### Личная жизнь
С 24 января 1948 года была замужем за Джерменом Михайловичем Гвишиани (двойную фамилию стала носить с 1981 года, после смерти отца).
В 1948 году родился сын Алексей, в 1955 году — дочь Татьяна.